# Виничка-Кршла
Виничка-Кршла (макед. Виничка-Кршла) — село в Республике Македония, входит в общину Виница.
Село расположено к востоку от административного центра общины — города Виница, высота над уровнем моря — 685 м.
Население села на 2002 год — 99 человек, все македонцы.

## История
В XIX веке Виничка-Кршла была заселена болгарами (македонцами), в 1900 году здесь проживало 100 болгар-христиан. В 1905 году 112 жителей села (Vinichka-Kichla) были прихожанами церкви Болгарской екзархии.